# Spathidexia brasiliensis
Spathidexia brasiliensis là một loài ruồi trong họ Tachinidae.